# Adolf Lippold
Adolf Lippold (* 23. Oktober 1926 in Erlangen; † 11. Juni 2005 in Regensburg) war ein deutscher Althistoriker.
Adolf Lippold, Sohn von Georg Lippold, wurde 1952 an der Universität Erlangen bei Johannes Straub promoviert; seine Dissertation befasste sich mit dem Werk des spätantiken Geschichtsschreibers Orosius. 1960 erfolgte an der Universität Bonn seine Habilitation. Von 1968 bis zu seiner Emeritierung 1994 lehrte Lippold an der Universität Regensburg als Professor für Alte Geschichte.
Lippold war Herausgeber der Regensburger Historischen Forschungen. Auch für Großprojekte wie Paulys Realencyclopädie der classischen Altertumswissenschaft (RE), den Kleinen Pauly und das Reallexikon für Antike und Christentum verfasste Lippold, der auf die Geschichte der römischen Spätantike spezialisiert war, diverse Artikel. Lippolds Monografie über Theodosius I. sowie der entsprechende Artikel in der RE gelten nach wie vor als wichtige Studien, ebenso wie seine Arbeit bezüglich der Historia Augusta, wenngleich er sich mit seinen Thesen zur Datierung dieser Quelle in die Zeit Konstantins des Großen nicht durchsetzen konnte.

## Schriften (Auswahl)
- Rom und die Barbaren in der Beurteilung des Orosius. Dissertation, Universität Erlangen 1952.
- Consules. Untersuchungen zur Geschichte der römischen Konsulates von 264 bis 201 v. Chr. Rudolf Habelt, Bonn 1963.
- Theodosius der Große und seine Zeit. Kohlhammer, Stuttgart/Berlin/Köln/Mainz 1968; 2. Auflage (= Beck’sche schwarze Reihe. Band 209). C. H. Beck, München 1980, ISBN 3-406-06009-9.
- Kommentar zur Vita Maximini Duo der Historia Augusta (= Antiquitas. Reihe 4: Beiträge zur Historia-Augusta-Forschung. Serie 3: Kommentare. Band 1). Rudolf Habelt, Bonn 1991, ISBN 3-7749-2235-7.
- Die Historia Augusta. Eine Sammlung römischer Kaiserbiographien aus der Zeit Konstantins. Franz Steiner, Stuttgart 1998, ISBN 3-515-07272-1 (Aufsatzsammlung).